# Edward Teller
Edward Teller (madžarsko Teller Ede), ameriški fizik madžarskega rodu, * 15. januar 1908, Budimpešta, † 9. september 2003, Stanford, Kalifornija, ZDA.
V 30. letih 20. stoletja je emigriral v ZDA, kjer je pozneje postal član projekta Manhattan. Danes velja za očeta vodikove bombe.